# Rosa mokanensis
Rosa mokanensis är en rosväxtart som beskrevs av Lév.. Rosa mokanensis ingår i släktet rosor, och familjen rosväxter. Inga underarter finns listade i Catalogue of Life.